# Aksel Bergo
Aksel Bergo (18 maggio 1968) è un allenatore di calcio norvegese.

## Biografia
Bergo proviene da Eksingedalen, Vestland.

## Carriera
Bergo ha allenato il Follo dal 2001 al 2002, in tandem con Hans Knutsen. Nel 2004 ha ricoperto il medesimo incarico, stavolta assieme ad Erland Johnsen. Dal 2005 al 2006 è stato l'allenatore del Kolbotn, squadra femminile militante in Toppserien, con cui ha vinto due campionati. A maggio 2014 è diventato assistente del commissario tecnico della Norvegia Under-21 Leif Gunnar Smerud.
Il 1º marzo 2021 è stato nominato nuovo allenatore del Grorud, compagine militante in 1. divisjon. Il 27 agosto 2021 è stato reso noto che le parti hanno rescisso l'accordo in essere.
Il 17 novembre 2021, il Brann ha reso noto l'ingaggio di Bergo come nuovo responsabile del settore giovanile, con un contratto valido a partire dal 1º gennaio 2022.

## Palmarès

### Allenatore

#### Competizioni nazionali
- 2. divisjon: 1

Follo: 2004 (gruppo 2)